# Alternanthera spinosa
Alternanthera spinosa là loài thực vật có hoa thuộc họ Dền. Loài này được (Hornem.) Schult. mô tả khoa học đầu tiên năm 1819.